# José Agustín de Larramendi
José Agustín de Larramendi Muguruza (Mendaro, Guipúzcoa, 1769 - Madrid, 1848) fue un político, ingeniero y geógrafo español, autor, junto con el mallorquín Felipe Bauzá, de los trabajos que dieron origen a la actual división provincial española.

## Biografía
Larramendi nació en Garagarza, barrio en aquel momento perteneciente a la localidad de Deva, en el occidente de la provincia de Guipúzcoa. Tras completar sus estudios, comenzó a trabajar en 1799 en la Inspección de Caminos y Canales de la Corona, donde desarrolló gran parte de su vida profesional.

### Trayectoria profesional
Alto cargo de la Dirección General de Correos, Postas y Caminos en 1821, debió de ser depurado políticamente a la vuelta del Rey Fernando VII, ya desde 1820 empezó a trabajar en la elaboración de una división provincial de España en compañía del marino balear Felipe Bauzá. Se trata de un proyecto que se discutió de manera amplia en las Cortes del Trienio Liberal a lo largo del otoño de 1821, entre las protestas de las provincias que desaparecían, como el caso de la heterogénea Provincia de Toro, y de las ciudades que perdían el rango de capital provincial, como era el caso de la localidad de Chinchilla de Montearagón, en la actual provincia de Albacete. La vuelta del rey Fernando VII y el inicio de la denominada Década ominosa supuso que se abandonara el plan, si bien el camino estaba ya trazado, de manera que cuando Javier de Burgos fue nombrado Secretario de Estado de Fomento, utilizó el plan de Bauzá y Larramendi para aprobar la nueva división provincial de España.

### Trayectoria política
Nombrado Director de la Escuela de Ingenieros de Caminos en 1821, durante el Trienio Liberal, volvió a ocupar este puesto en 1834, tras la muerte de Fernando VII. Larramendi fue elegido diputado por Guipúzcoa en las elecciones de 1836 al obtener 377 votos. Repitió escaño en las elecciones de octubre de 1837, al obtener un total de 362 votos.